# Cariati
Cariati är en ort och kommun i provinsen Cosenza i regionen Kalabrien i Italien. Kommunen hade 8 156 invånare (2017).